# Östra Dulpan
Östra Dulpan är en sjö i Arvika kommun i Värmland och ingår i Göta älvs huvudavrinningsområde. Östra Dulpan ligger i Byamossarna Natura 2000-område.